# Aulakogen Prypeci
Aulakogen Prypeci – jednostka geotektoniczna platformy wschodnioeuropejskiej położona na Białorusi. Jest to rozległy, nieczynny geologicznie rów tektoniczny na platformie kratonu wschodnioeuropejskiego, współtworzącego płytę eurazjatycką. Nie występuje zatem na jego obszarze aktywność sejsmiczna i wulkaniczna. Powstał w dewonie. Położony jest w południowej części kraju. Obecnie rów zajmuje dolina Prypeci.